# Playa Morena
La Playa Morena (en portugués: Praia Morena) es el nombre que recibe una playa en el país africano de Angola, en la ciudad de Benguela que administrativamente hace parte de la provincia del mismo nombre. Es bañada por aguas del océano Atlántico, siendo una de las más conocidas de ese país. Es muy frecuentada debido a que se encuentra muy cerca de la ciudad en relación con otras, también por su belleza y su infraestructura bien preservada. Se localiza específicamente en las coordenadas geográficas 12°35′07″S 13°23′25″E / -12.58528, 13.39028.